# 庫納德大廈

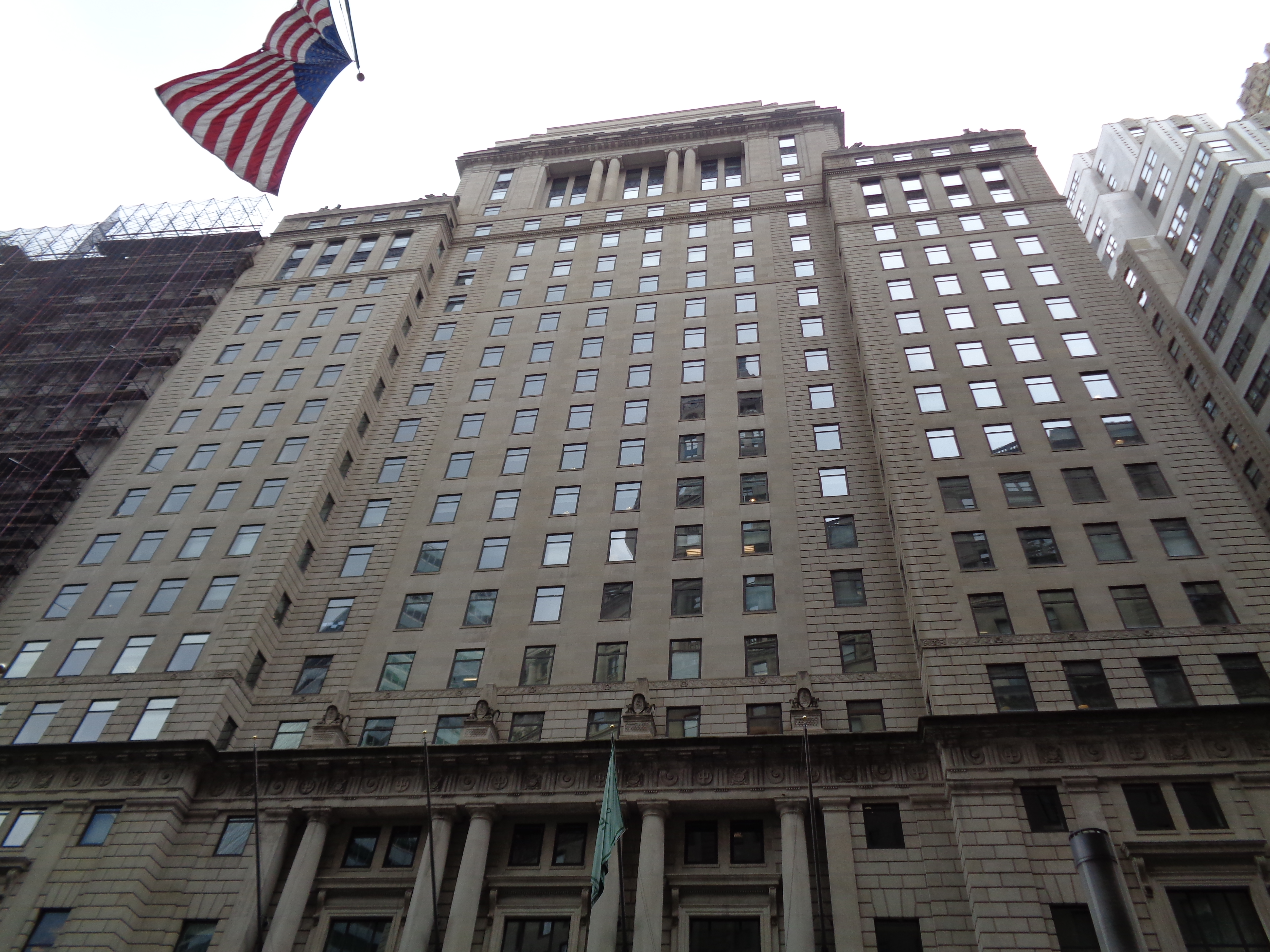

庫納德大廈（Cunard Building），又名標準普爾大廈（Standard & Poors Building），是美國紐約市百老匯的一座22層辦公樓。這座建築的設計者是Benjamin Wistar Morris，外觀是義大利文藝復興式風格。建築共有22層。